# Idaea ocellata
Idaea ocellata là một loài bướm đêm trong họ Geometridae.